# Chrysuronia
Chrysuronia (saffierkolibries en amazilia's) is een geslacht van vogels uit de familie kolibries (Trochilidae) en de geslachtengroep Trochilini (briljantkolibries). 

## Soorten
Dit geslacht telt tien soorten:
- Chrysuronia boucardi  – Mangroveamazilia
- Chrysuronia brevirostris  – Witborstamazilia
- Chrysuronia coeruleogularis  – Saffierkeelkolibrie
- Chrysuronia goudoti  – Goudots kolibrie
- Chrysuronia grayi  – Blauwkopsaffierkolibrie
- Chrysuronia humboldtii  – Humboldts saffierkolibrie
- Chrysuronia leucogaster  – Gmelins amazilia
- Chrysuronia lilliae  – Lillies kolibrie
- Chrysuronia oenone  – Bronsstaartsaffierkolibrie
- Chrysuronia versicolor  – Regenboogamazilia